# Montargis
Montargis ist eine Stadt mit 14.819 Einwohnern (Stand 1. Januar 2022) in Frankreich. Sie ist Verwaltungssitz (Unterpräfektur) des Arrondissements Montargis im Département Loiret in der Region Centre-Val de Loire. Das Bureau centralisateur des gleichnamigen Kantons befindet sich in Montargis. Die Bewohner werden Montargois und Montargoises genannt. 

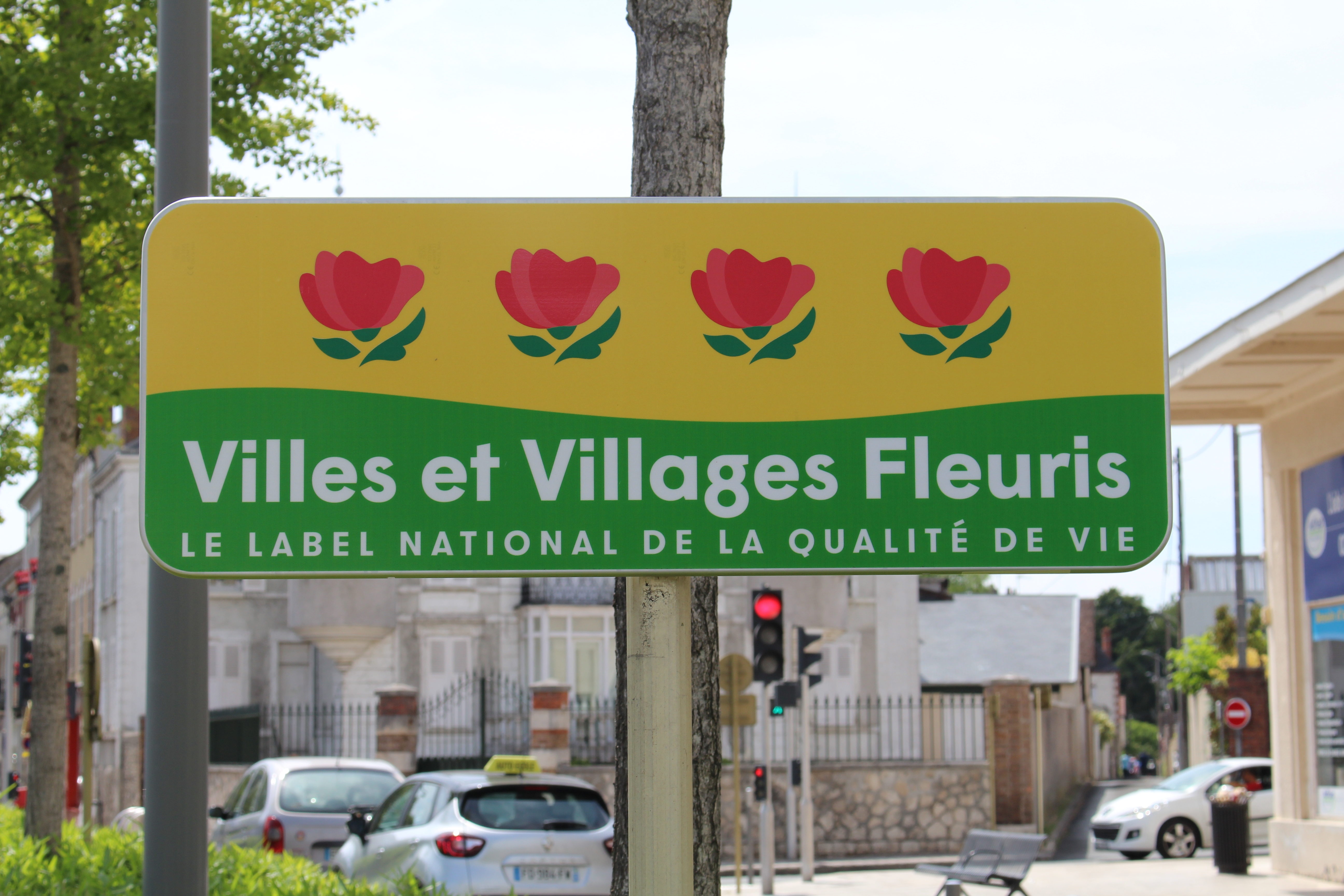

Die Gemeinde erhielt 2022 die Auszeichnung „Vier Blumen“, die vom Conseil national des villes et villages fleuris (CNVVF) im Rahmen des jährlichen Wettbewerbs der blumengeschmückten Städte und Dörfer verliehen wird.
Zwischen verschiedenen kleineren Seen und historischen Wasserwegen (Loire und Seine, Canal de Briare, Canal de Loing und auch etwas entfernter der Canal d’Orléans) und dem Vernisson gelegen, verdient diese charakteristische Kleinstadt im Loing-Tal ihren Beinamen "Venedig des Gâtinais" mit ihren teils unterirdisch, teils sichtbar verlaufenden Kanälen und über 130 Brücken und Stegen.

## Geografie
Montargis liegt etwa 50 km südlich von Fontainebleau und 70 km östlich von Orléans am Fluss Loing und seinen Zuflüssen Puiseaux und Vernisson. Benachbarte Gemeinden sind (im Uhrzeigersinn von Norden):
- Châlette-sur-Loing,
- Amilly und
- Villemandeur

## Geschichte

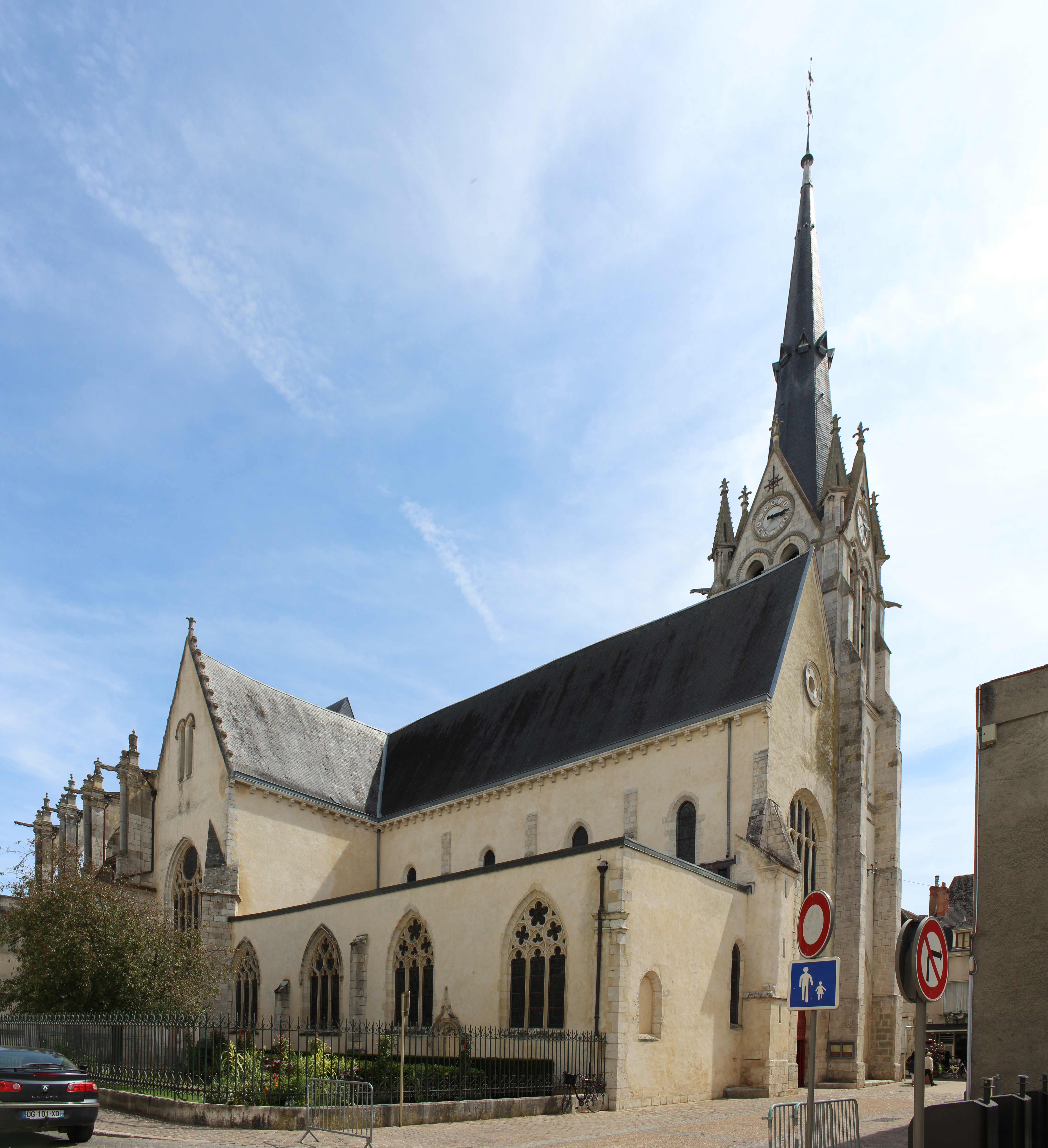
Kirche Sainte-Madeleine

Joscelin de Courtenay (* 1034) baute im 11. Jahrhundert eine Burg im Ort Courtenay im Arrondissement Montargis und gründete die Stadt Montargis. Peter I. (* 1126), der ein Sohn von Ludwig VI., König von Frankreich, war, heiratete im Jahre 1150 Elisabeth de Courtenay. Das Land, das seine Frau in die Ehe mitbrachte, musste er an den Königsthron abgeben. Das Schloss baute er zu einer uneinnehmbaren Festung aus. Einer Belagerung durch die Engländer im Jahr 1427 widerstanden die Einwohner von Montargis, was ihnen rechtliche Privilegien und damit großen Wohlstand einbrachte.
Um das Jahr 1240 gründete Amicia de Montfort bei Montargis ein dominikanisches Frauenkloster. Bekannte Angehörige des Konvents waren die englische Prinzessin Eleanor und Blanchefleur, die uneheliche Tochter Kaiser Friedrichs II. Im Jahr 1371 soll sich in Montargis der Sage nach das Gottesurteil gegen Robert de Macaire zugetragen haben. Bekannter wurde die Sage „Der Hund von Montargis“ erst durch diverse Skulpturen in Montargis. Eine in der Halle des Salle de Fêtes, eine andere auf dem Vorplatz des Musée Girodet. Beide zeigen die Szene, als der Hund von Macaire, der allein die Ermordung seines Herrn miterlebte, den Mörder bei einer Gegenüberstellung erkennt und an ihm hochspringt. Der Mörder galt sodann als überführt und wurde verhaftet.
Im Zeitalter der Reformation kehrte die französische Königstochter Renée de France, die Witwe von Ercole II. d’Este, aus Ferrara nach Frankreich zurück und ließ sich in ihrem Schloss in Montargis nieder. Als Sympathisantin der Evangelischen unterstützte sie diese und beherbergte sie bis zu ihrem Tod 1574 während der Hugenottenkriege immer 300 bis 460 Flüchtlinge auf ihrem Gut, darunter waren aber auch Katholiken. Denn sie setzte sich für einen Religionsfrieden zwischen den beiden Konfessionen ein.
Heinrich IV. (Frankreich) ließ den Schifffahrtskanal Canal de Briare zwischen Briare an der Loire und Montargis in den Jahren 1604 bis 1642 erbauen.
Der Canal du Loing entstand ein Jahrhundert später, um die Schiffe von Montargis bis zur Seine gefahrlos transportieren zu können. Nahe Montargis mündet auch ein kleiner Seitenkanal, der Canal d’Orléans, der seinerzeit eine Verbindung mit der Loire bei Orléans herstellte, heute für Schiffe aber nicht mehr befahrbar ist.
Ende Oktober 1939 wurden etwa 650 sogenannte feindliche Ausländer (Deutsche und Östericher), die zuvor im  Stade de Colombes interniert waren, in ein Centre de Rassemblement des Etrangers (Sammelstelle für Ausländer) in Montargis verlegt. Das hiesige Internierungslager befand sich in einer ehemaligen Möbelfabrik. Während die Fondation pour la mémoire de la déportation die Existenz des Lagers nur bis Dezember 1939 anzeigt, datiert Christian Eggers die Verlegung der Internierten von Montargis nach Les Milles auf die Zeit zwischen dem 7. und dem 12. Juni 1940. Wegen der vorrückenden deutschen Wehrmacht im Westfeldzug seien in diesem Zeitraum auch die Internierten der Lager Loriol, Villemard bei Blois, Nevers, Marmagne, Cepoy und Orléans nach Les Milles verlegt worden.
Bei den Unruhen in Frankreich 2023 war auch Montargis betroffen, es kam im Stadtzentrum zu Brandstiftungen und Geschäftsplünderungen.

## Bevölkerungsentwicklung
| Jahr                       | 1962   | 1968   | 1975   | 1982   | 1990   | 1999  | 2011   | 2018   |
| -------------------------- | ------ | ------ | ------ | ------ | ------ | ----- | ------ | ------ |
| Einwohner                  | 15.996 | 18.225 | 18.380 | 16.110 | 15.020 | 15030 | 14.616 | 14.789 |
| Quellen: Cassini und INSEE |        |        |        |        |        |       |        |        |

## Verkehr

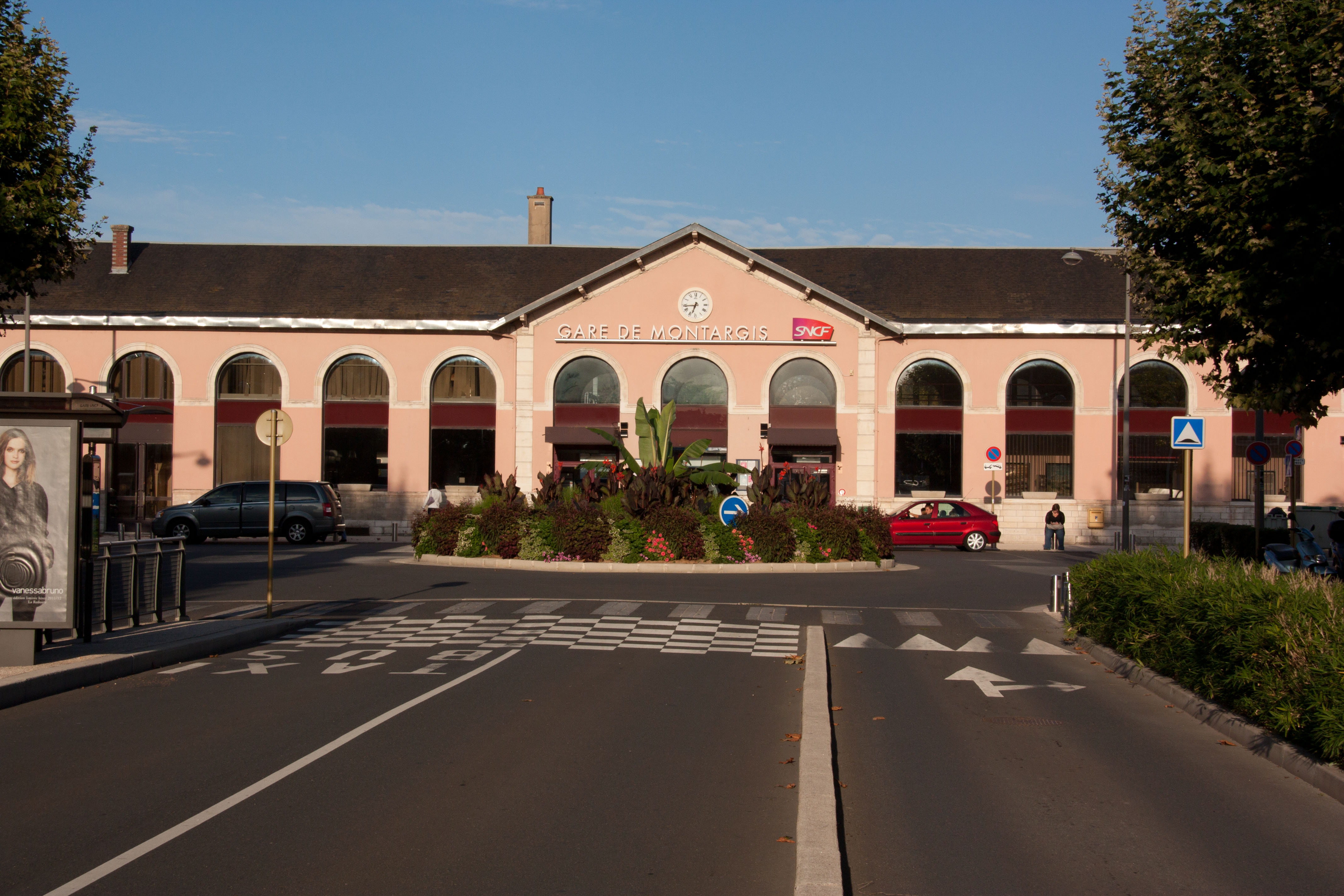
Bahnhof Montargis

Montargis besitzt seit 1860 einen Bahnhof an der Bahnstrecke Moret-Veneux-les-Sablons–Lyon-Perrache. Diese wird bedient von Zügen des TER Centre-Val de Loire der Verbindung Paris-Bercy–Nevers und ist für die Transilien aus Paris-Gare-de-Lyon Endpunkt.

## Sehenswürdigkeiten
- Reste der Burg Montargis aus dem 12. Jahrhundert
- Schlossruine Lorris, Reste des Schlosses befinden sich im Park des Rathauses, seit 1908 als Monument historique klassifiziert
- Kirche Sainte-Madeleine aus dem 12. Jahrhundert, Kirche ohne dem Glockenturm seit 1909 als Monument historique klassifiziert, Glockenturm selbst seit 2000 klassifiziert
- Ehemaliges Ursulinenkloster und Hospital aus dem 17. Jahrhundert, heute Altersheim, seit 1994 in Teilen als Monument historique eingeschrieben
- Haus Feuillette in der Rue des Déportés 69, seit 2020 als Monument historique eingeschrieben
- Doppelhaus in der Rue du Loing 17-19 aus dem 16. Jahrhundert, seit 2009 als Monument historique eingeschrieben
- Brücke La Marolle über den Canal de Briare, errichtet 1891, seit 1999 als Monument historique eingeschrieben

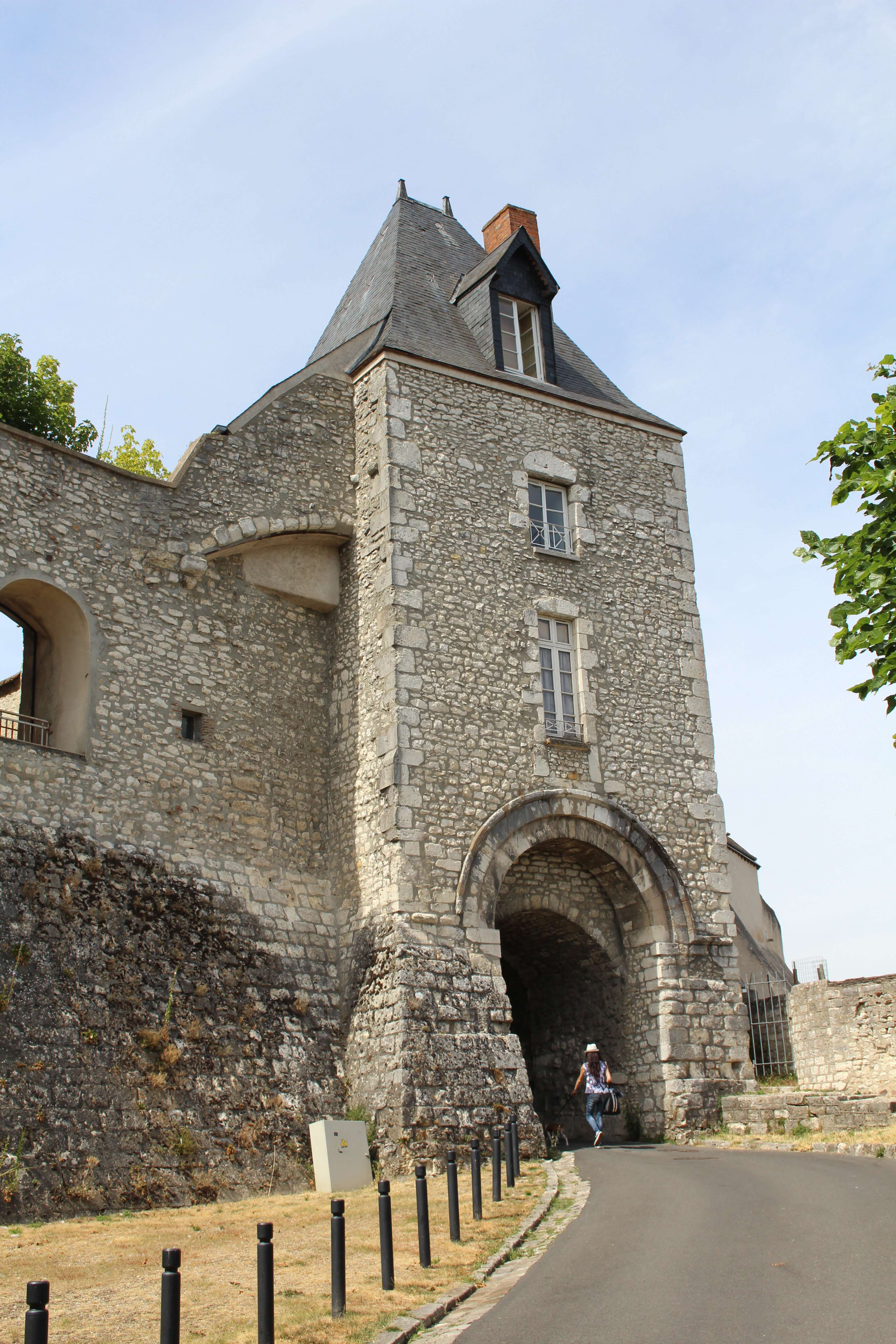
Eingangstor zur Burg
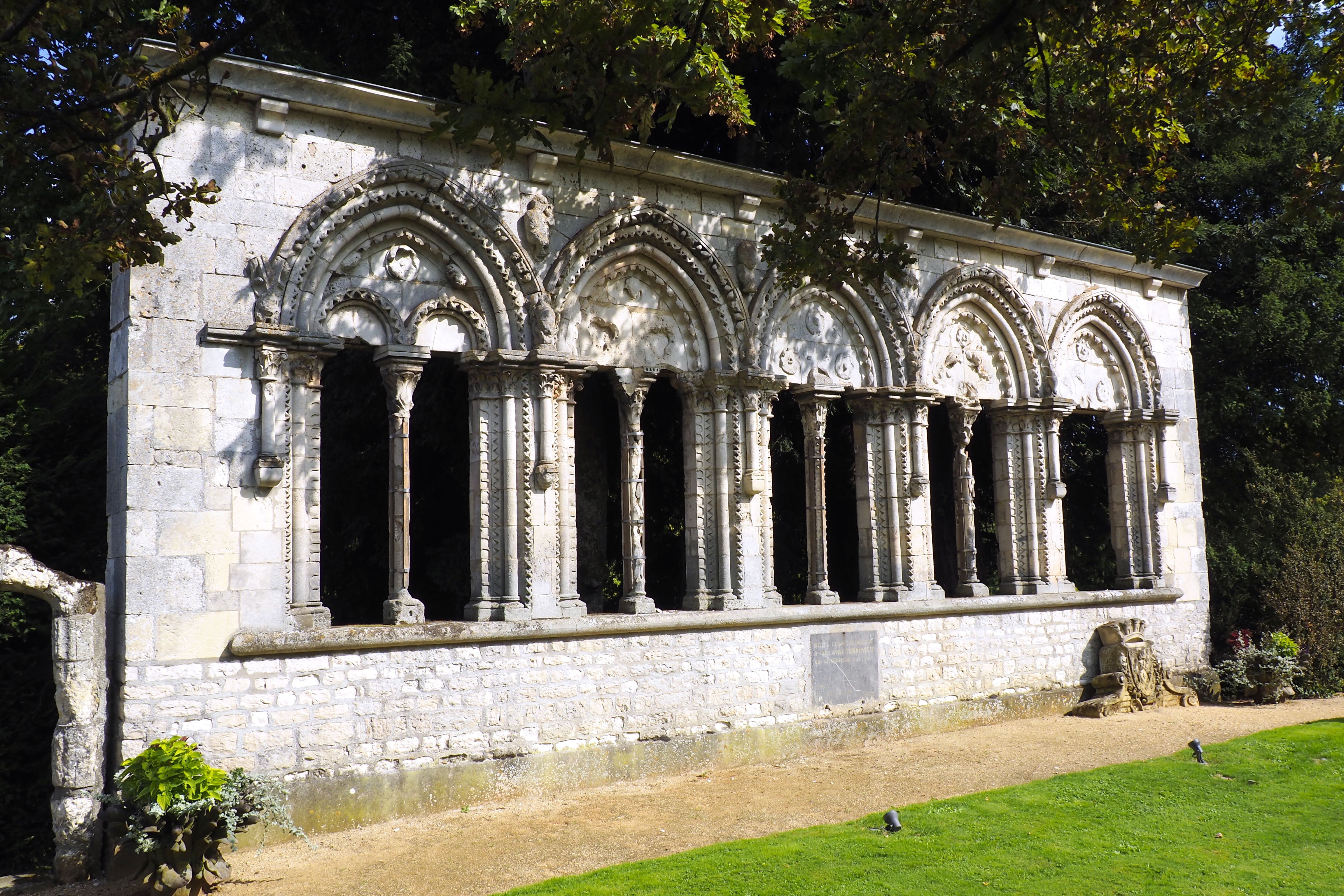
Schlossruine Lorris
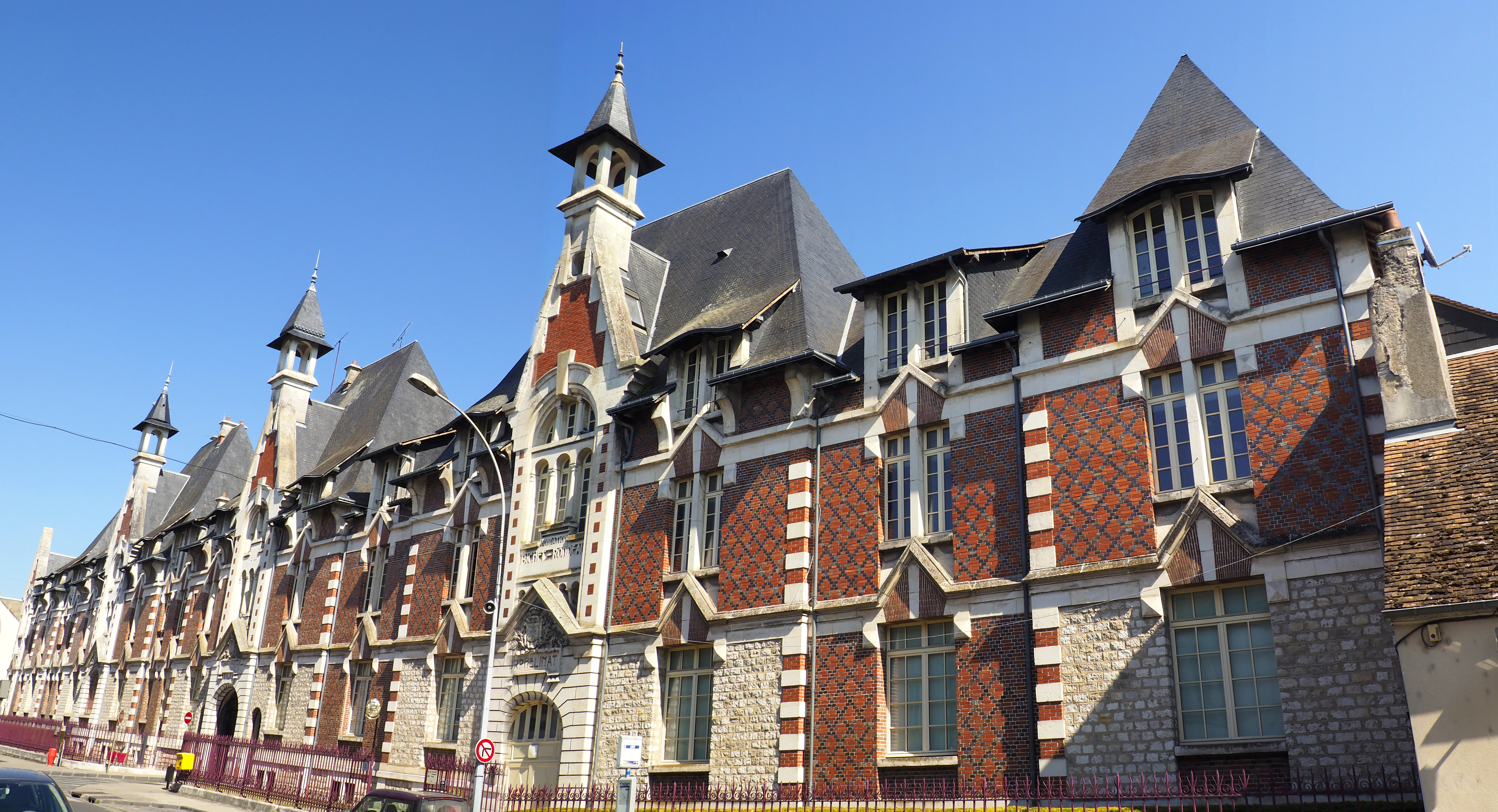
Ehemaliges Ursulinenkloster
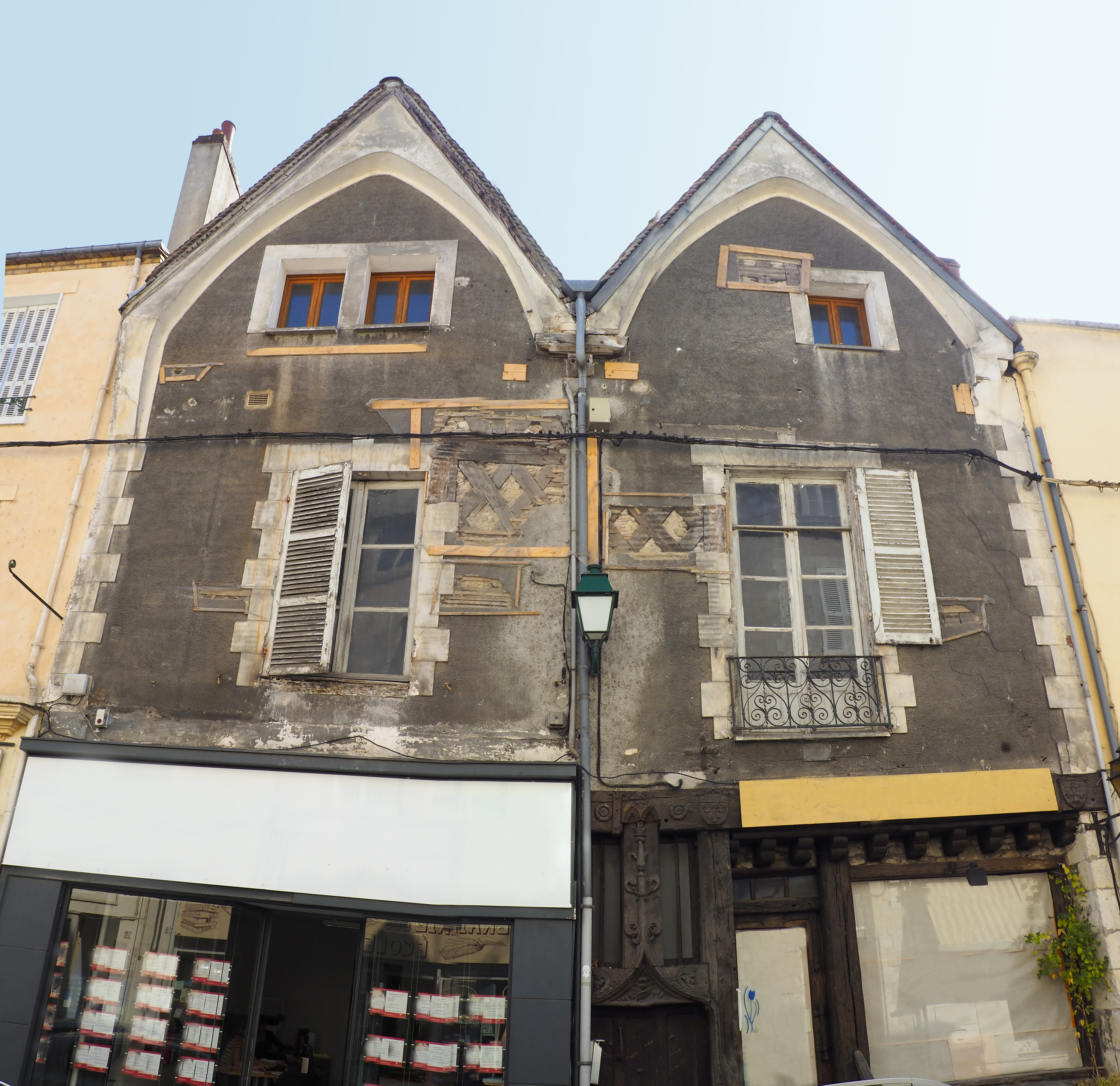
Doppelhaus in der Rue du Loing
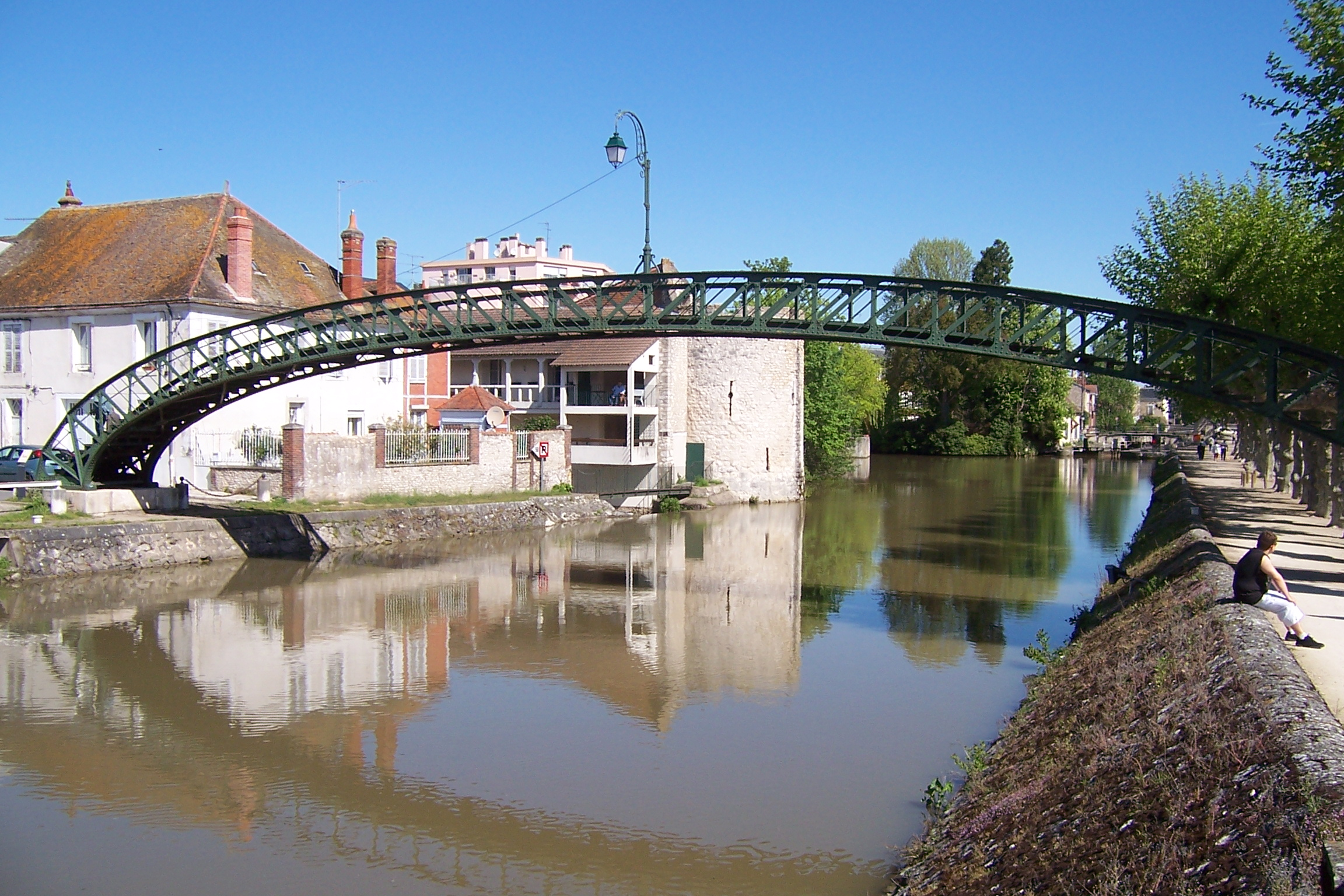
Brücke La Marolle

## Persönlichkeiten
- Eleanor von England (1215–1275), englische Prinzessin aus dem Hause Plantagenet, gestorben im Kloster von Montargis
- Renée de France (1510–1574), Herzogin von Ferrara, lebte 1560 bis 1574 in Montargis
- Jeanne-Marie Bouvier de La Motte Guyon (1648–1717), römisch-katholische Mystikerin, geboren in Montargis
- Jean-Pierre Nicéron (1685–1738), französischer Lexikograf und Übersetzer, lebte zehn Jahre in Montargis
- Anne-Louis Girodet-Trioson (1767–1824), französischer Maler der Romantik, geboren in Montargis
- Charles Étienne Gudin de La Sablonnière (1768–1812), französischer General der Infanterie, geboren in Montargis
- Ulysse Trélat senior (1795–1879), Arzt und französischer Politiker, Gründer von Aide-toi, le ciel t’aidera, geboren in Montargis
- Marthe Bigot (1878–1962), Politikerin und Feministin
- Vincent Purkart (1936–2015), französischer Tischtennisspieler, geboren in Montargis
- Coco Briaval (* 1949), französischer Jazzmusiker, geboren in Montargis
- Christophe Pillet (* 1959), französischer Designer, Schüler von Philippe Starck, geboren in Montargis
- Carole Sergent (* 1962), französische Jazzsängerin, geboren in Montargis
- Isabelle Duthoit (* 1970), französische Jazz- und improvisationsmusikerin, geboren in Montargis
- Patricia Petibon (* 1970), französische Sopranistin, geboren in Montargis
- Stéphane Robert (* 1980), Tennisspieler, geboren in Montargis
- Lolassonn Djouhan (* 1991), französischer Diskuswerfer, geboren in Montargis

## Partnerstädte
- Greven, Deutschland (seit 1968)
- Crowborough, Großbritannien / East Sussex

## Sport
Montargis war Zielort der 21. Etappe der Tour de France 1969 und Startort der 21. Etappe der Tour de France 1976. Im Jahr 2005 wurde Montargis am 6. Juli als Zielort der 5. Etappe der Tour de France erneut besondere Aufmerksamkeit zuteil.
Montargis war Start- und Zielort der Tour de France 2010.

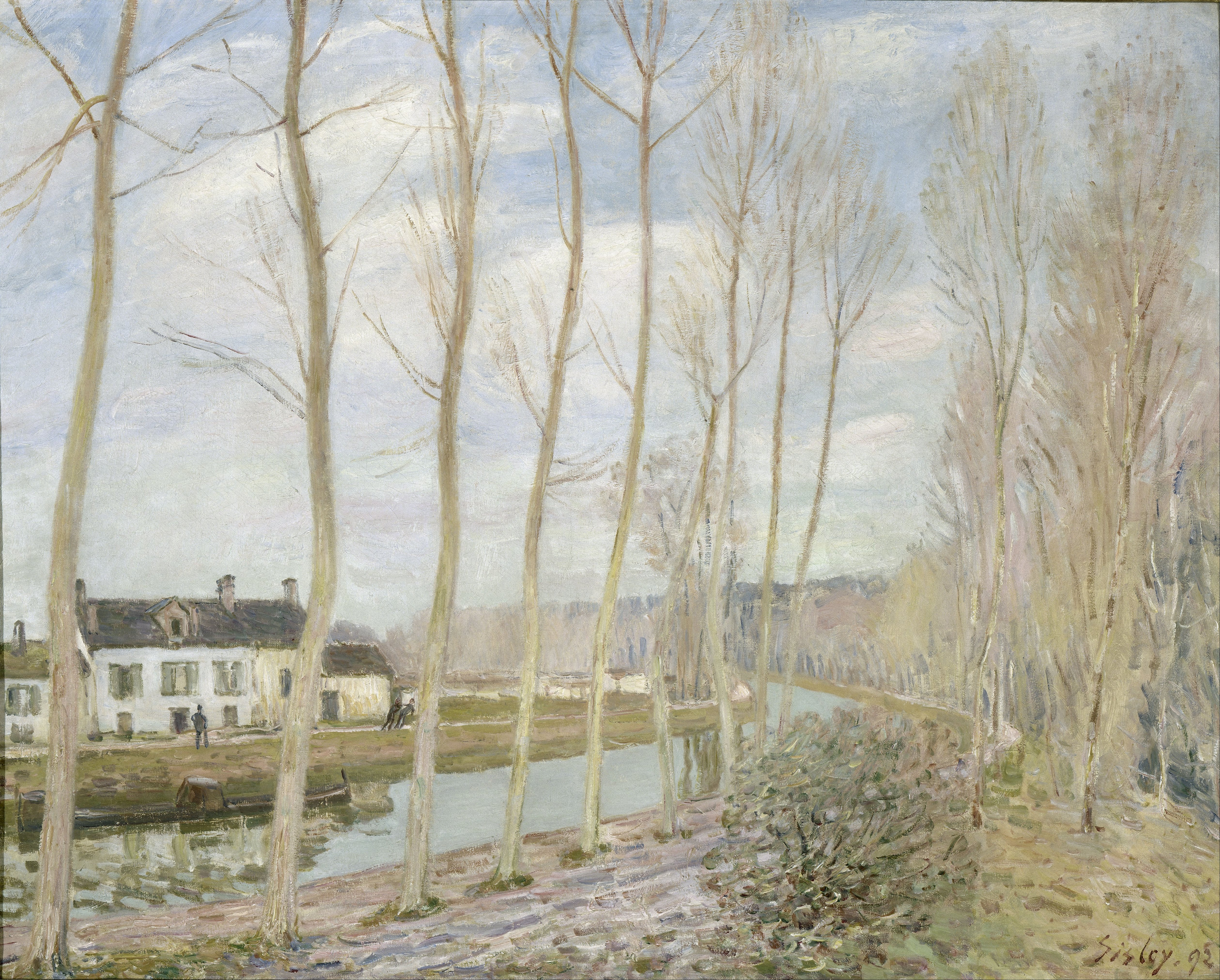
Canal du Loing, gemalt von Alfred Sisley
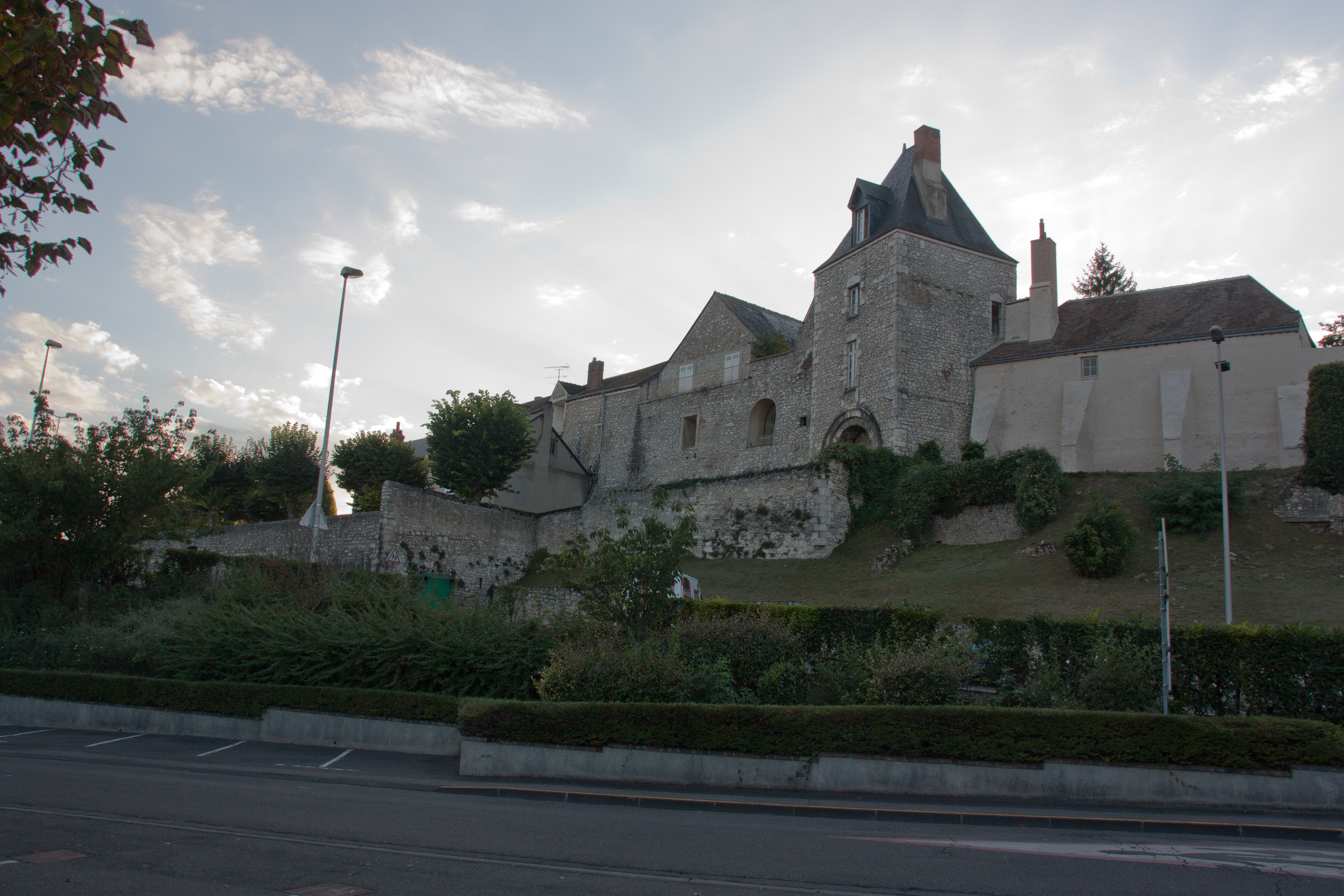
Das Schloss Montargis
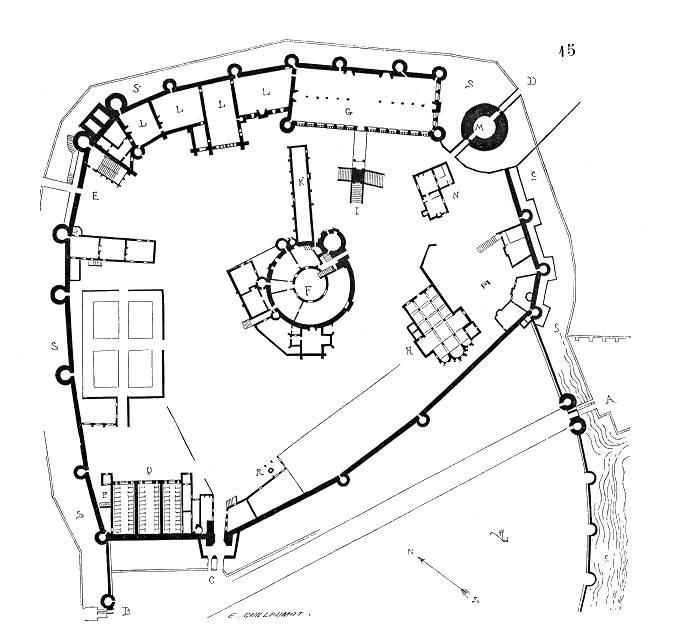
Grundriss des Schlosses Montargis
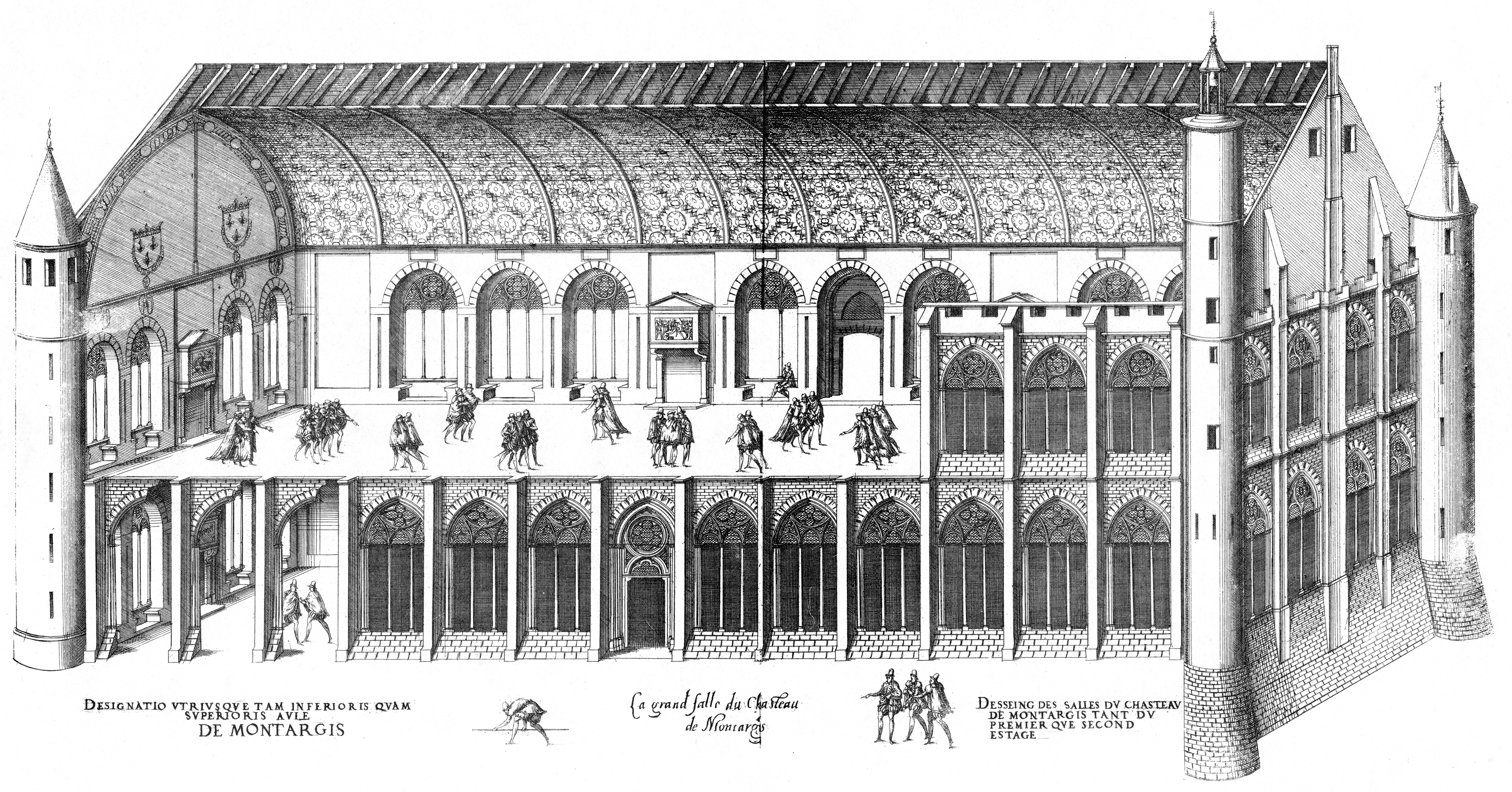
Die Große Halle von Schloss Montargis (Stich von 1576)